# Сарыадыр (Акмолинская область)
Сарыадыр (каз. Сарыадыр) — село в Целиноградском районе Акмолинской области Казахстана. Входит в состав сельского округа Кабанбай батыра. Код КАТО — 116665600.

## География
Село расположено в юго-восточной части района, на расстоянии примерно 48 километров к юго-востоку от административного центра района — села Акмол, в 14 километрах к востоку от административного центра сельского округа — села Кабанбай батыра.
Абсолютная высота — 377 метров над уровнем моря.
Ближайшие населённые пункты: село Нура — на юго-западе, село Кабанбай батыра — на западе. 

## Население
В 1989 году население села составляло 184 человек (из них казахи — 51%).

В 1999 году население села составляло 136 человек (67 мужчин и 69 женщин). По данным переписи 2009 года, в селе проживало 75 человек (37 мужчин и 38 женщин).
| Численность населения | Численность населения | Численность населения |
| 1989                  | 1999                  | 2009                  |
| --------------------- | --------------------- | --------------------- |
| 184                   | ↘136                  | ↘75                   |